# Ngerumetochel
Ngerumetochel (auch: Hiruge Island, Hiruge-To, Ngathu Mer, Ngatku Mer, Ngerumetoel) ist eine kleine Insel im Inselstaat Palau im Pazifischen Ozean.

## Geographie
Die Insel im Gebiet der Rock Islands liegt zusammen mit zahlreichen anderen eingefriedet von dem gebogenen Verlauf der Insel Koror, welche durch die Ngermeuangel Peninsula die Ngerikuul Bay bildet. Nur schmale Kanäle trennen die Inseln jeweils voneinander und von Koror im Norden. Die Küstenlinie ist durch Mangrovenbestand und die zerklüftete Struktur der ehemaligen Riffkrone geprägt. Die Insel ist dicht bewaldet und unbewohnt.